# 放送大学学園法
放送大学学園法（ほうそうだいがくがくえんほう、平成14年12月13日法律第156号）は、放送大学（放送大学学園が設置する大学）の設置および運営に関する日本の法律である。
文部科学省高等教育局私学行政課と総務省情報流通行政局放送政策課が共同で所管し、文部科学省総合教育政策局生涯学習推進課、総務省行政管理局特殊法人総括管理官職およびNHK制作局青少年・教育番組部などと連携して執行にあたる。

## 概要
放送大学学園法は、放送大学（放送大学学園が設置する大学）の設置及び運営に関し、必要な事項を定めることにより、大学教育の機会に対する広範な国民の要請にこたえるとともに、大学教育のための放送の普及発達を図ることを目的としている（現・放送大学学園法第1条など）。
放送大学学園法は、総務省が所管している放送・電波分野と、文部科学省が所管している学校教育分野が、対象となる法律である。そのため、放送大学学園法における主務大臣は、文部科学大臣及び総務大臣とされ（現・放送大学学園法第15条第1項）、放送大学学園法における主務省令は、主務大臣（「文部科学大臣及び総務大臣」）の発する命令（「総務省・文部科学省令」）とされている（現・放送大学学園法第15条第2項など）。
放送大学学園法には、旧・放送大学学園法（昭和56年法律第80号）と、それを全部改正した現・放送大学学園法（平成14年法律第156号）がある。
旧・放送大学学園法（昭和56年法律第80号）は、放送による教育を行う「放送大学」の新設にあたって「国そのものは、放送事業を行わない」という放送法制の原則に反しないよう、放送大学学園法に基づく特殊法人である「放送大学学園」に「放送大学の設置」と「放送大学に必要な放送業務」を行わせることを目的として、1981年に制定された。
現・放送大学学園法（平成14年法律第156号）は、特殊法人改革の一環として、放送大学学園を「特殊法人」から「特別な学校法人」に移行させるために作られ、旧・放送大学学園法（昭和56年法律第80号）を全部改正した。また、改正前の（旧）放送大学学園法（昭和56年法律第80号）の第4条では政府が1億円全額を出資するとされ、社会人を対象とした生涯学習を実践する特殊な形態の国立大学と理解された。

## 構成
現行法と旧法を比較すると、旧法の方には、現行法のおおむね2倍程度の規定があった。

### 現行法の構成
- 制定文
- 目次
- 第1章 総則
- 第2章 放送大学学園
- 第3章 雑則
- 第4章 罰則
- 附則

### 旧法の構成
- 目次
- 第1章 総則
- 第2章 役員及び職員
- 第3章 運営審議会
- 第4章 業務
- 第5章 放送大学の組織等
- 第6章 財務及び会計
- 第7章 監督等
- 第8章 雑則
- 第9章 罰則
- 附則

## 用語
放送大学学園法における用語は、次の通りである（現・放送大学学園法第2条） 
放送大学
放送大学学園が設置する大学をいう。

放送
放送法（昭和25年法律第132号）第2条第1号に規定する放送（同条第20号に規定する放送局を用いて行われるものに限る。）をいう。

## 関連法令等
- 放送大学学園法（平成14年法律第156号） / 附帯決議  
  - 放送大学学園法施行令（平成15年政令第365号）
    - 放送大学学園法施行規則（平成15年総務省・文部科学省令第2号）
    - 放送大学学園に関する省令（平成15年文部科学省令第39号）
      - 放送大学学園会計基準（15文科生第574号 文部科学大臣決定）
      - 放送大学学園監査に関する基準（15文科生第574号 文部科学大臣決定）
- （旧）放送大学学園法（昭和56年法律第80号） / 附帯決議  
  - （旧）放送大学学園法施行令（昭和56年政令第230号）
    - （廃止）放送大学学園の財務及び会計に関する省令（昭和56年文部省・郵政省令第1号）
- 放送法（昭和25年法律第132号）
  - 放送法施行令（昭和25年政令第163号）
    - 放送法施行規則（昭和25年電波監理委員会規則第10号）
- 放送大学学園寄附行為 
  - 放送大学学園の組織及び運営の基本に関する規則